# Seznam poljskih biatloncev
Seznam poljskih biatloncev.

## B
- Paulina Bobak
- Grzegorz Bril

## C
- Agnieszka Cyl

## G
- Magdalena Grzywa
- Jan Guńka
- Kacper Guńka
- Grzegorz Guzik
- Krystyna Guzik
- Magdalena Gwizdoń

## H
- Monika Hojnisz

## J
- Joanna Jakieła
- Mateusz Janik

## M
- Anna Mąka
- Kinga Mitoraj

## N
- Andrzej Nędza-Kubiniec
- Weronika Nowakowska-Ziemniak

## P
- Rafał Penar
- Halina Pitoń
- Karolina Pitoń
- Krzystof Pływaczyk

## S
- Tomasz Sikora
- Wojciech Skorusa
- Łukasz Słonina
- Anna Stera-Kustusz
- Łukasz Szczurek

## Z
- Marcin Zawół
- Kinga Zbylut
- Kamila Żuk